# Chelidonium plicatulum
Chelidonium plicatulum là một loài bọ cánh cứng trong họ Cerambycidae.